# Cinemateca Nacional de Venezuela
A Cinemateca Nacional da Venezuela é uma instituição pública venezuelana, fundada em 1966 pela cineasta venezuelana Margot Benacerraf, com a finalidade de restaurar, arquivar, conservar e divulgar a memória fílmica da Venezuela. A Cinemateca Nacional possui mais de 85.000 rolos de filme, 400 roteiros, 30.180 fotografias, 420 pôsteres e 30.000 livros e revistas.

## História

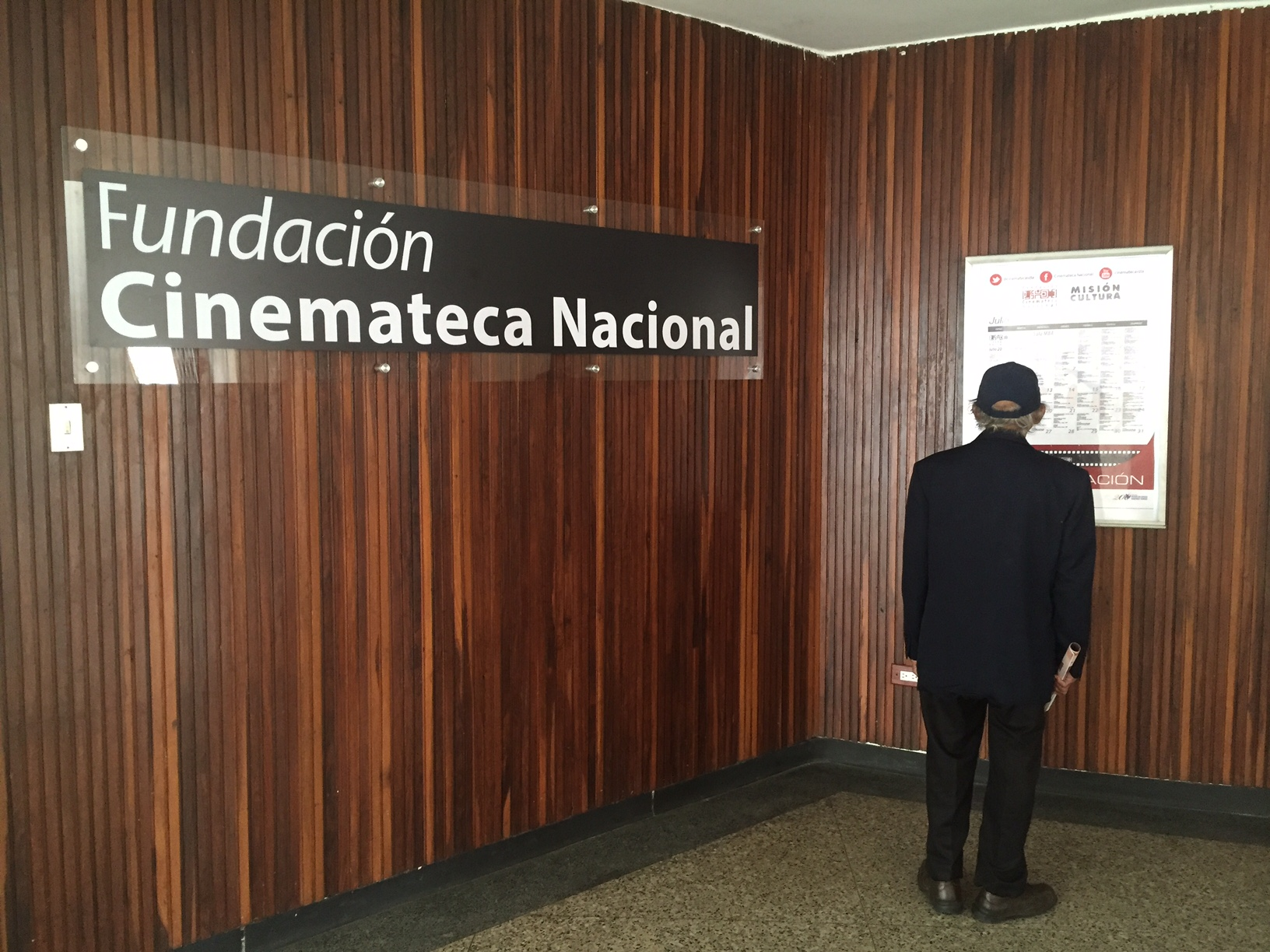
Sala da Cinemateca Nacional no Museu de Belas Artes em Caracas

Em 1956, Margot Benacerraf foi comissionada por Henri Langlois para representar a Federação Internacional de Arquivos de Filmes (FIAF) na Venezuela e estudar a possibilidade de criar uma filmoteca em Caracas. aralelamente, Antonio Pasquali, Rodolfo Izaguirre, Sergio Baroni e Lorenzo Batallán apresentam a Francisco De Venanzi, reitor da Universidade Central da Venezuela, um projeto para a criação de uma Cinemateca Nacional, que funcionaria na Biblioteca Central da Universidade. Finalmente a Cinemateca foi fundada o 4 de maio de 1966 e Benacerraf é designada como presidenta.

## Salas
A Cinemateca Nacional dispõe de duas salas em Caracas: uma no Museu de Belas Artes, e a outra no Centro de Estudos Latinoamericanos Rómulo Galegos (CELARG). Ademais, dispõe de salas nas seguintes cidades de Venezuela: Barcelona, Barquisimeto, Calabozo, Cumaná, Guanare, Maracay, Maracaibo, Pampatar, Porto Ayacucho, San Carlos, San Felipe, San Fernando de Apresse, Valera e San Cristóbal.

## Arquivo fílmico
Desde 1998, o arquivo da Cinemateca encontra-se na Biblioteca Nacional, centralizando em um único espaço a maior parte dos materiais fílmicos produzidos na Venezuela. Este arquivo possui instalações projetadas para a conservação e restauração de filmes e material audiovisual, garantindo que o patrimônio cinematográfico do país seja preservado de maneira adequada.
A Cinemateca Nacional conta com mais de 85.000 rolos de filme, 30.180 fotografias e 420 pôsteres. Alguns dos filmes que se encontram neste arquivo são Dom Leandro o Inefable (1919) de Lucas Manzano, ou algumas jóias dos começos do cinema sonoro, como o são A venus de nácar (1932) de Efraín Gómez, Reverón (1938) de Edgar J. Anzola, Dança-a dos esqueletos (1934) primeiro cortometraje animado venezuelano, produzido nos Laboratórios Nacionais, dirigido por Herbert Weisz e sonorizado por Efraín Gómez, e Taboga e para O Calvario (1938) de Rafael Rivero. Outro filme restaurado e reestreado em 1993, em colaboração com a Cinemateca Brasileira, foi La escalinata (1950) de César Enríquez, talvez o último filme rodado no país em suporte inflamável de nitrato de celulose. No momento da restauração, '70% dos originais de som estavam irremediavelmente perdidos devido à decomposição química, [...] a imagem estava desvanecida e [...] a emulsão começava a se separar do suporte.' Graças a um trabalho delicado, complexo e caro, foi possível produzir uma duplicação do negativo.

## Presidentes
- Margot Benacerraf, 1966-1968
- Rodolfo Izaguirre, 1968-1988
- Carmen Luisa Cisneros, 1988
- Ricardo Tirado, 1988-1991
- Oscar Lucien, 1991-1994
- Fernando Rodríguez, 1994-1999
- Jacobo Penzo, 1999-2002
- Xavier Sarabia, 2005-2009
- Gustavo Michelena, 2009-2013
- Xavier Sarabia, 2013-2016
- Blanca Rey, 2016-2017

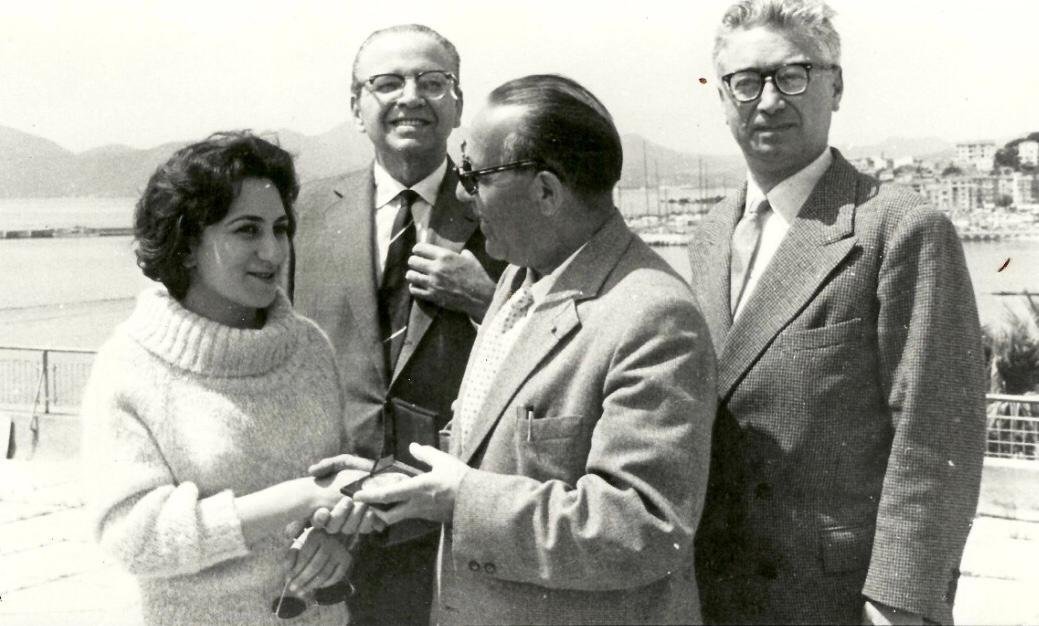
Margot Benacerraf e Mariano Picón Salas junto a membros do júri do Festival de Cannes.

- William Rafael Santana Cedeño, 2017-2020
- Vladimir Sosa Sarabia, 2020-actualidad